# Popławy-Rogale

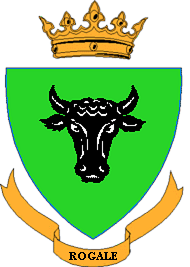
Nieoficjalny herb wsi Popławy-Rogale

Popławy-Rogale (do 2008 Popławy) – wieś w Polsce położona w województwie lubelskim, w powiecie łukowskim, w gminie Trzebieszów.
Powstała 1 stycznia 2008 roku ze zniesienia części wsi Popławy o nazwie Rogale i zmianie nazwy wsi Popławy na Popławy-Rogale..
Wieś stanowi sołectwo w gminie Trzebieszów. Według Narodowego Spisu Powszechnego z roku 2011 wieś liczyła 332 mieszkańców.
Wierni Kościoła rzymskokatolickiego należą do parafii Dziesięciu Tysięcy Rycerzy Męczenników w Trzebieszowie.